# Grand-Soldat
Grand-Soldat, communément appelé Soldatenthal, est un hameau de la commune française d'Abreschviller, dans le département de la Moselle.

## Géographie
La localité de Grand-Soldat est située à l'est d'Abreschviller.

### Voies ferrées

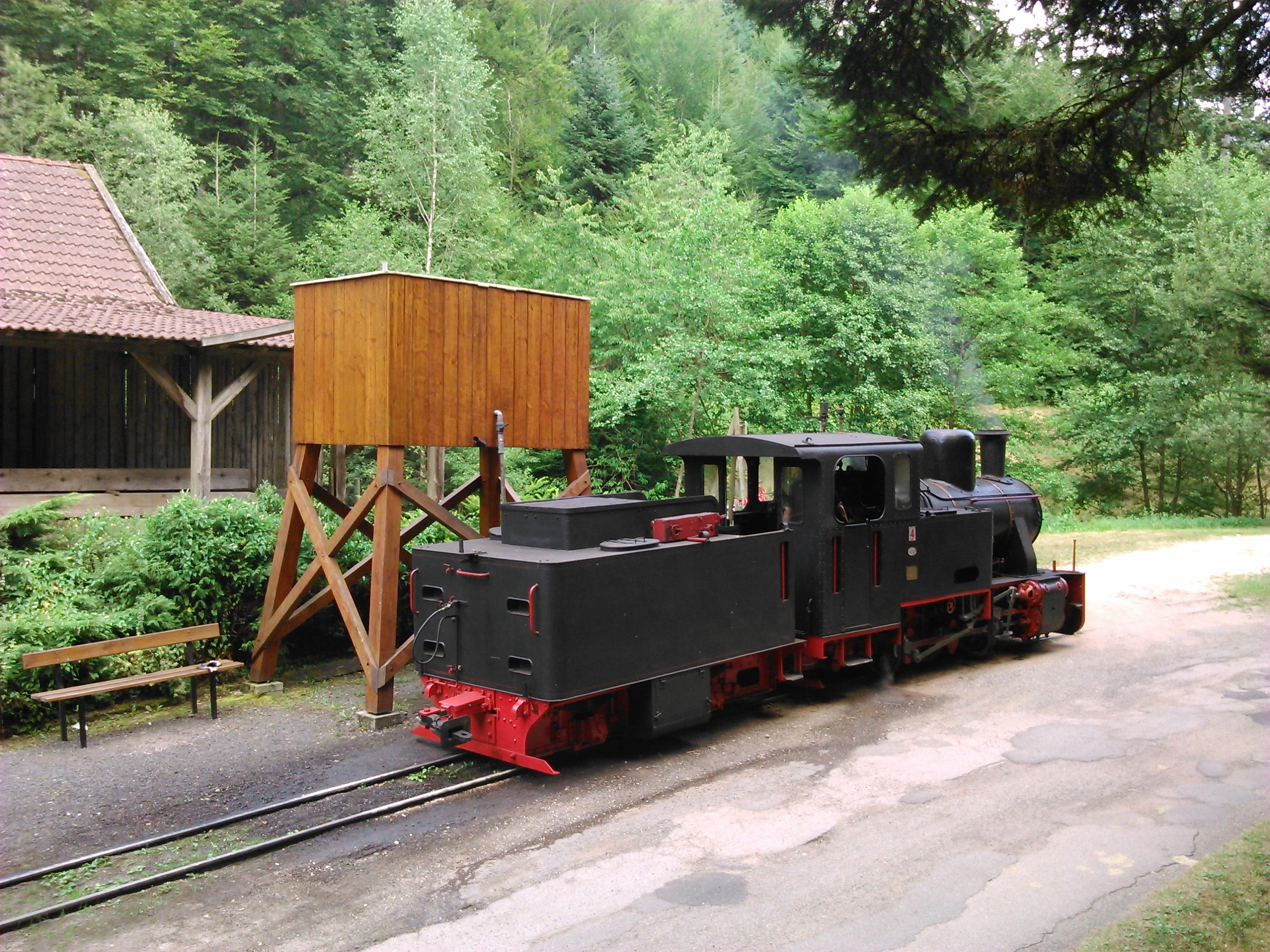
Locomotive 030 Jung à la halte terminus de Grand-Soldat.

Grand-Soldat constitue l'aboutissement du chemin de fer d'Abreschviller, ancien réseau d'exploitation forestière reconverti en ligne touristique.

## Toponymie
Ce hameau s'appelait originellement Soldatenthal, nom qui signifie « vallée du Soldat », ou « vallée des Soldats ». Ce nom proviendrait d'une statue de Mercure, ou de Mars trouvée à cet endroit.
Mentionné en 1793 sous l'orthographe déformée de Soldalenthal, avec un [l] au lieu du [t] ; le nom du hameau fut officiellement francisé sous l'appellation de Grand-Soldat en 1918.
L'appellation de Grand-Soldat existait déjà au XIXe siècle, tout du moins dans les Aventures de Michel Hartmann où se trouve le passage suivant « Eh bien ! cette ferme, car c’est une ferme, se nomme le Grand-Soldat, en allemand Soldathenthal. ».

## Histoire
D'après l'abbé Grosse, ce lieu serait fort ancien, il paraîtrait que les Romains y avaient établi une station importante.

### Verrerie de Soldatenthal
Avant la réunion de la Lorraine à la France, les propriétaires des immenses forêts situées dans les vallons des Vosges n'avaient d'autre moyen de tirer parti de leurs bois qu'en y établissant des usines à feu : telle est l'origine de la verrerie de Soldatenthal. 
Les comtes de Linange traitèrent pour son établissement avec un nommé Loquet, conseiller de la régence de Saverne, à qui l'on affecta, à titre d'emphytéose, divers cantons de bois dans les forêts de Dabo : elle n'a été fixée dans sa situation actuelle qu'en 1722 ; auparavant elle était ambulante, c'est-à-dire que l'emplacement des fours variait à mesure que l'on épuisait un canton de forêts.
Cette verrerie fut établie en suite d'un bail emphytéotique du 24 octobre 1722, passé par les princes de Linange au profit de Vincent Locquet. Ce bail porte que le preneur recevra, ainsi que ses ouvriers, le bois de construction gratis ; qu'ils auront le droit de grasse pâture pour leurs bestiaux, comme les autres habitants ; le bois nécessaire à l'usage de la verrerie sera pris, excepté celui de chêne, dans les cantons de Romelstein et Thomastalberg, où les ouvriers auront le droit de prendre leur bois usager, etc.
Le 28 juin 1732, un nouveau bail emphytéotique de cette usine fut passé aux acquéreurs du sieur Locquet, sous de nouvelles conditions, qui furent modifiées par deux transactions intervenues en 1747 et 1751.
Vers 1836, la verrerie incluait douze pots, dont six à fusion et six autres de travail ; la gobeleterie qu'on y fabriquait à l'époque était d'une qualité supérieure.

## Lieux et monuments
- Chapelle-école des verriers ;
- Maison natale d'Alexandre Chatrian ;
- Scierie à haut-fer et halte du chemin de fer d'Abreschviller.

## Personnalités liées
- Alexandre Chatrian (1826-1890), écrivain né dans ce hameau.